# 舒格克里克鎮區 (密蘇里州哈里森縣)
舒格克里克鎮區（英語：Sugar Creek Township）是位於美國密蘇里州哈里森縣的一個行政鎮區。

## 地方資料
舒格克里克鎮區的面積為78.57平方千米，皆為陸地。根據2020年美國人口普查的數據，當地共有人口531人，而人口密度為每平方千米6.76人。